# Castell d'Orpí
El Castell d'Orpí és un castell al municipi d'Orpí, comarca de l'Anoia, Catalunya. Es troba intacte i en bon estat. Actualment ha esdevingut una pagesia i se'n conserva una torre poligonal inserida dins del mas. És una torre d'homenatge sisavada (sis costats) però amb dues cares gairebé fusionades i tendents a la forma curvilínia. També roman la porta d'accés, adovellada, que hi ha a la cara nord. És un edifici declarat bé cultural d'interès nacional.
Està situat sobre el cingle del torrent del Morei, al costat de l'església de Sant Miquel d'Orpí, que va ser l'antiga capella del castell.

## Història
El castell és esmentat per primera vegada el gener del 987 com a «castro Auripini» i és probable que el nom del castell d'Orpí procedeixi d'un nom personal («Orpino»). El 1005, la vescomtessa Geriberga donà al cenobi de Sant Cugat del Vallès uns alous que ella posseïa en el comtat de Barcelona en terme del castell de Claramunt i també del «castro Orpino». La signatura de «Guillelmi de Orpi» compareix en l'escriptura de la cessió que Guerau, fill de Guillem de Montagut, feu al monestir de Santes Creus. A la segona meitat del segle XI ens consta que Guillem Amat, fill de Guasca (per tant de la nissaga dels Claramunt) Jurà fidelitat a Arsendis, filla de Guinedella, pel castell d'Orpí (castro de Auropino). Amb la unió dels Claramunt i els Cardona, el domini del castell passà a la nissaga vescomtal.Durant els segles XII i XIII el castell és, efectivaemnt, sota el domini dels Cardona, car apareix als testaments dels vescomtes Bernat Amat I de Cardona (en 1124), Ramon Folc III (en 1167) i encara de Guillem I (el 1213). L'historiador Fort i Cogul considera castlana del castell d'Orpí la família Castellar que el tingué infeudat de 1199 a 1252.
El 1312 els vescomtes de Cardona tenien la senyoria jurisdiccional i la família Orpí la castlania. El 1375 el castell d'Orpí formà part del comtat de Cardona erigit pel rei Pere el Cerimoniós. Al segle xv fou infeudat als Sallent, passà a la família aragonesa Ortal, el 1677 fou comprat per Joan Serrals i fou heretat pels Padró.
Finalment, el nom del castell d'Orpí és mencionat l'any 1714 amb motiu de la campanya de les forces catalanes. El marquès del Poal hi havia disposat l'allotjament de tropa. En aquella guerra de Successió Orpí fou bombardejat per les forces borbòniques.

## Arquitectura
Es conserva una torre poligonal inserida dins el mas, sobre la parroquial romànica de Sant Miquel, i habilitada per a usos agrícoles. És una torre sisavada amb dues cares quasi fusionades i tendents a la forma curvilínia que mostren un aparell diferent de les altres cares. L'aparell de la part poligonal és fet amb blocs de pedra de mides mitjanes, ben engaltats i disposats en filades horitzontals. L'aparell de la part arrodonida ha estat obrat amb carreus més petits, poc desbastats i col·locats més irregularment. La fortificació pot datar-se en un moment entre l'época romànica i la gòtica. Els murs arrodonits, però, podrien correspondre a una etapa constructiva més reculada.